# Вольф-Гаральд Шюлер
Вольф-Гаральд Шюлер (нім. Wolf-Harald Schüler; 22 серпня 1921, Галле — 1970) — німецький офіцер-підводник, оберлейтенант-цур-зее крігсмаріне.

## Біографія
16 вересня 1939 року вступив на флот. З 7 квітня по 14 вересня 1941 року пройшов курс підводника, з 15 вересня по 31 грудня 1941 року — практику вахтового офіцера на U-124, на якому взяв участь у двох походах, під час яких були потоплені 8 кораблів загальною водотоннажністю 23 468 тонн. З 1 січня по 28 лютого 1942 року пройшов курс командира взводу. З 1 березня 1942 року — 2-й, з 16 червня 1942 року — 1-й вахтовий офіцер на U-123, на якому взяв участь у чотирьох походах, під час яких були потоплені 14 кораблів (72 156 тонн) і пошкоджені 4 кораблі (31 378 тонн).
З 15 червня по 15 липня 1943 року пройшов курс командира човна. 27 липня 1943 року направлений на будівництво U-720. З 17 вересня 1943 по 31 березня 1944 року — командир U-720. З квітня по 2 серпня 1944 року пройшов курс з вивчення човнів типу XXI  і був направлений на будівництво U-2325. З 3 серпня 1944 по 20 квітня 1945 року — командир U-2325. 18 квітня 1945 року переданий в розпорядження 1-го морського протитанкового полку 1-ї дивізії морської піхоти. 8 травня 1945 року взятий в полон британськими військами.

## Звання
- Кандидат в офіцери (16 вересня 1939)
- Морський кадет (1 лютого 1940)
- Фенріх-цур-зее (1 липня 1940)
- Оберфенріх-цур-зее (1 липня 1941)
- Лейтенант-цур-зее (1 березня 1942)
- Оберлейтенант-цур-зее (1 жовтня 1943)

## Нагороди
- Нагрудний знак підводника (31 грудня 1941)
- Залізний хрест
  - 2-го класу (31 грудня 1941)
  - 1-го класу (14 червня 1943)
- Нагрудний знак флоту (1 липня 1942)
- Фронтова планка підводника в бронзі (12 січня 1945)